# Tancredo Neves (Santa Maria)
Tancredo Neves és un barri de la ciutat brasilera de Santa Maria, Rio Grande do Sul. El barri està situat al districte de Sede.

## Villas
El barri amb les següents villas: Conjunto Residencial Piratini, Núcleo Habitacional Tancredo Neves, Tancredo Neves, Vila Canaã.

## Galeria de fotos

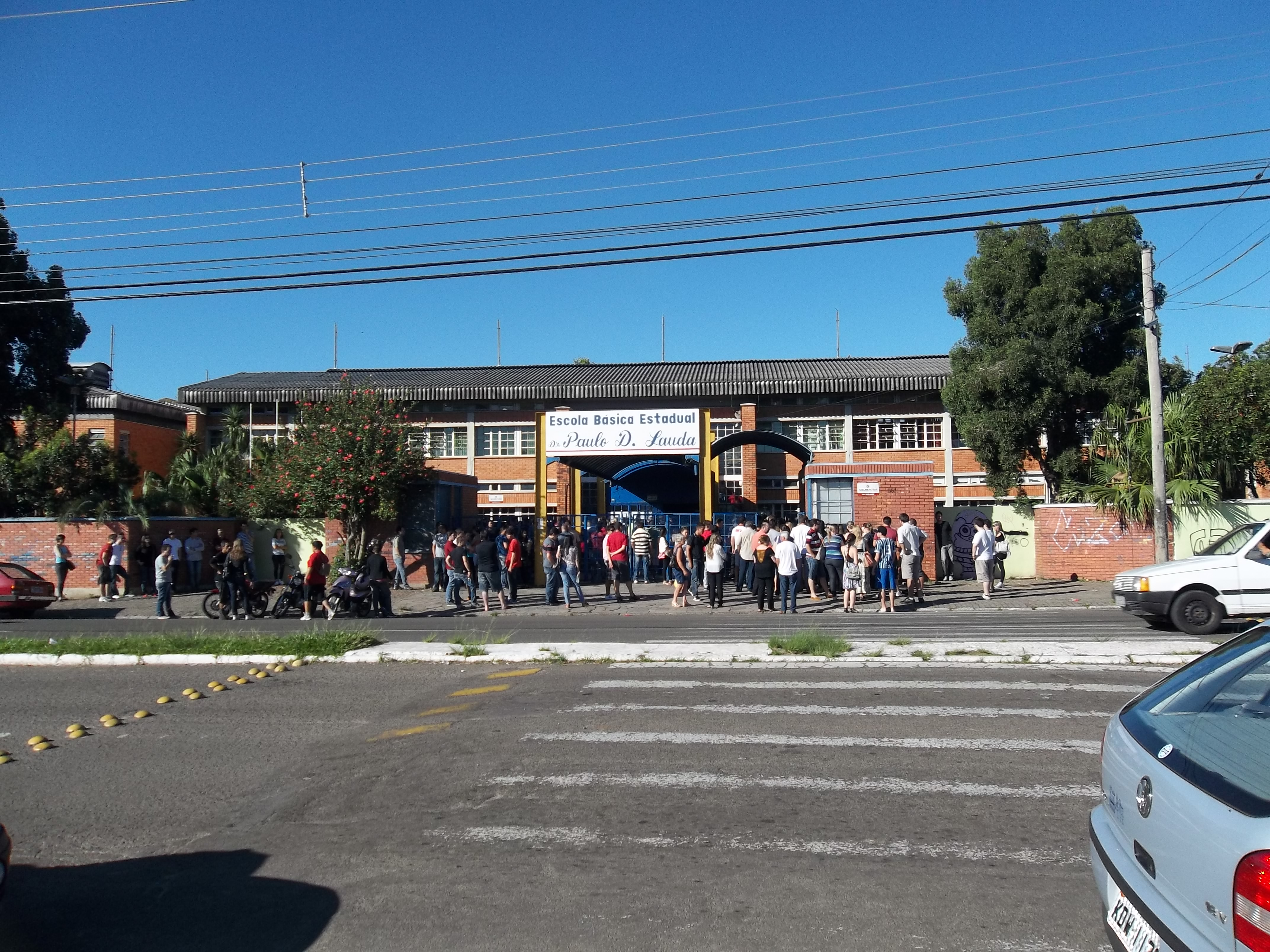
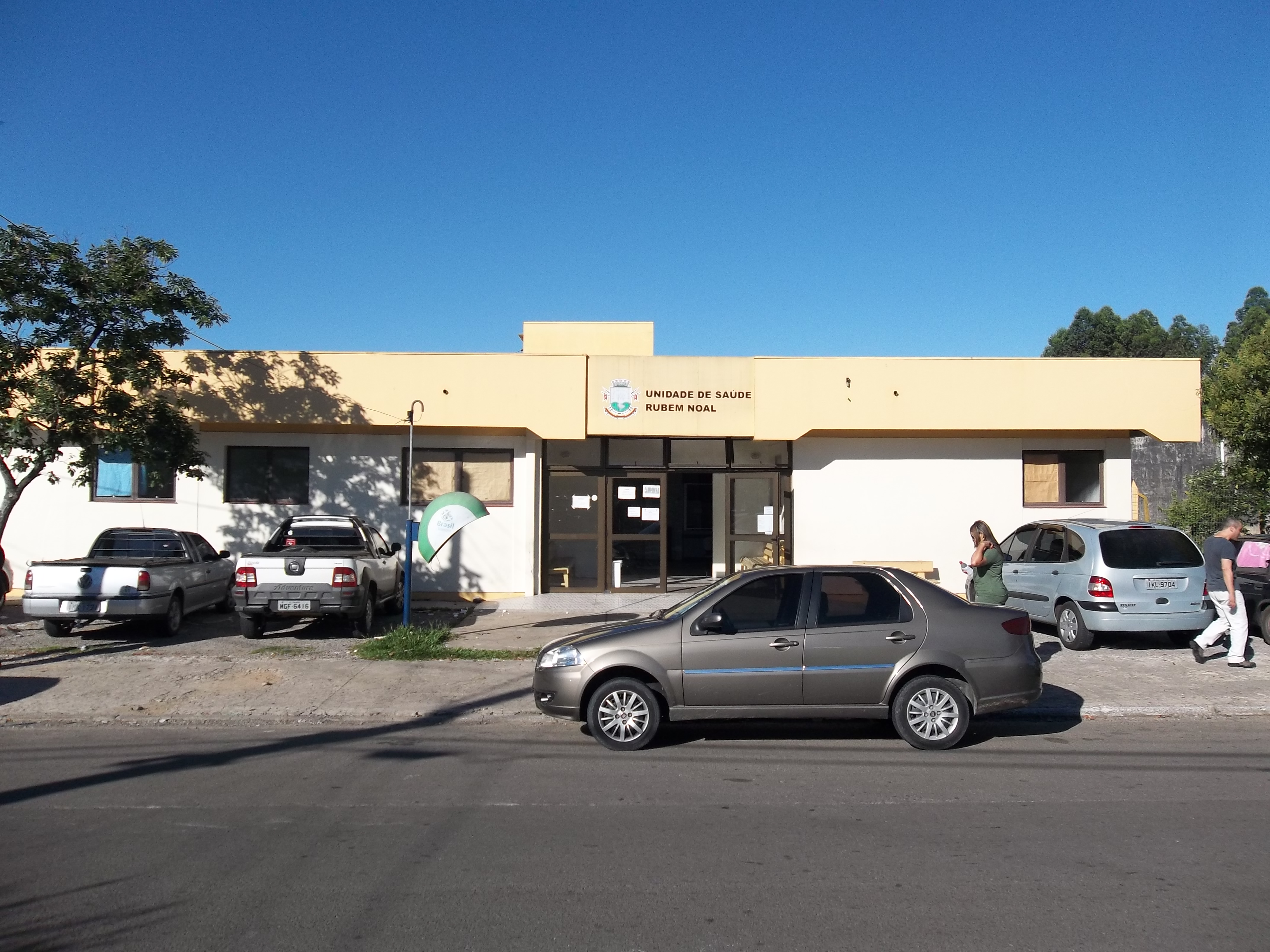

| Agroindustrial Boca do Monte | Agroindustrial / Pinheiro Machado | Pinheiro Machado           |
| Boca do Monte                |                                   | Pinheiro Machado           |
| São Valentim                 | Boi Morto                         | Pinheiro Machado Boi Morto |